# هيكتور بوستامينت (لاعب كرة قدم)
هيكتور بوستامينت (بالإسبانية: Héctor Bustamante) هو لاعب كرة قدم باراغواياني في مركز الهجوم، ولد في 31 مارس 1995 في انكارناسيون في باراغواي. لعب مع ناسيونال أسونسيون.

## وصلات خارجية
- هيكتور بوستامينت (لاعب كرة قدم) على موقع قاعدة بيانات كرة القدم.إي يو (الإنجليزية)
- هيكتور بوستامينت (لاعب كرة قدم) على موقع Soccerway.com (الإنجليزية)